# Debbie a její parťačky
Debbie a její parťačky (v anglickém originále Ocean's Eight) je americká filmová komedie. Režisérem filmu je Gary Ross. Film je spin-off filmů Dannyho parťáci v ženském podání, které vede Sandra Bullock. Dále hrají Cate Blanchettová, Anne Hathawayová, Helena Bonham Carterová, Rihanna, Mindy Kaling a raperka Awkwafina.

## Děj
Skupina kriminálnic plánuje oloupit Met Ball.

## Obsazení
- Sandra Bullock jako Debbie Ocean, sestra Dannyho Oceana (George Clooney) (český dabing: Dagmar Čárová)
- Cate Blanchettová jako Lou, Debbie kamarádka (český dabing: Simona Postlerová)
- Anne Hathawayová jako Daphne Kluger (český dabing: Jitka Ježková)
- Helena Bonham Carterová jako Rose (český dabing: Hana Ševčíková)
- Rihanna jako Nine Ball (český dabing: Jolana Smyčková)
- Sarah Paulsonová jako Tammy (český dabing: Dana Černá)
- Mindy Kaling jako Amita (český dabing: Kateřina Petrová)
- Awkwafina jako Constance
- Damian Lewis jako hlavní zloduch, bývalý přítel Debbie
- Richard Amitage jako Claude Becker
- James Corden jako John Frazier, Debbie důvěrník
- Dakota Fanningová
- Matt Damon jako Linus Caldwell
- Carl Reiner jako Saul Bloom

V cameo rolích se objeví Anna Wintourová, Alexander Wang, Kim Kardashianová, Maria Šarapovová, Derek Blasberg, Lauren Santo Domingo, Zayn Malik, Kendall Jenner, Katie Holmes, Olivia Munnová, Adriana Lima, Hailey Baldwinová, Serena Williamsová, Kylie Jennerová a Zac Posen.

## Produkce
Od vydání snímku Dannyho parťáci 3 v roce 2007, režisér Steven Soderbergh a George Clooney přemýšleli nad několika nápady na další sequel, také o možnosti filmu Dannyho parťáci 4. V říjnu 2015 však přišel nápad na spin-off, ale v ženském podání, kde skupinu povede Sandra Bullock. Film se začal připravovat v produkci Soderbergha, Clooneyho a Jerryho Weintrauba. Jako režisér byl vybrán Gary Ross. Později bylo oznámeno další obsazení: Helena Bonham Carterová, Cate Blanchettová, Mindy Kaling a Elizabeth Banksová.
Oficiální americký název byl později oznámen jako Ocean's Eight, také známý jako Ocean's Ocho. V srpnu 2016 bylo potvrzeno, že se k filmu připojila Anne Hathawayová, Rihanna, raperka Awkwafina a Sarah Paulsonová. V listopadu 2016 bylo oznámeno obsazení Richarda Robnichauxe. Ten samý měsíc bylo také potvrzené, že Matt Damon se objeví ve filmu a zopakuje si tak svojí roli z Dannyho parťáků. V lednu roku 2017 bylo oznámeno obsazení Jamese Cordena.

### Natáčení
Natáčení bylo zahájeno dne 25. října 2016 v New Yorku. V březnu 2017 Cate Blanchett potvrdila ukončení natáčení. Dne 5. května 2017 však bylo oznámeno další natáčení na Staten Islandu.

### Premiéra
Premiéra ve Spojených státech amerických se konala dne 8. června 2018, České republice a na Slovensku 7. června 2018.